# Rodelen op de Olympische Winterspelen 2006
Rodelen is een van de sporten die beoefend werden tijdens de Olympische Winterspelen 2006 in Turijn. Het programma bestond uit de volgende onderdelen:
| Datum       | Onderdeel                      |
| ----------- | ------------------------------ |
| 11 februari | Mannen individueel run 1 en 2  |
| 12 februari | Mannen individueel run 3 en 4  |
| 13 februari | Vrouwen individueel run 1 en 2 |
| 14 februari | Vrouwen individueel run 3 en 4 |
| 15 februari | Dubbel run 1 en 2              |

## Mannen individueel
| Titelverdediger | Armin Zöggeler | Italië |
| --------------- | -------------- | ------ |

De levende legende Georg Hackl zou, wanneer hij in de prijzen zou vallen voor de zesde maal op rij een medaille weten te winnen op een achtereenvolgende Olympische Spelen. De vijf vorige keren leverden hem driemaal goud en tweemaal zilver op. De olympisch kampioen van vier jaar eerder, de Italiaan Armin Zöggeler was echter de grote favoriet voor het goud.
Zöggeler had de wereldbeker gewonnen en was de laatste jaren voor aanvang van de Spelen ook keer op keer de sterkste in de wedstrijden waaraan hij meedeed. Hij zette de beste tijd neer in de eerste run. De enige die nog enigszins in de buurt kon komen, was de Rus Albert Demtschenko, die in de tweede run het baanrecord verbrak. Enkele minuten later verbrak Zöggeler echter opnieuw het baanrecord en werd de achterstand van de Rus vergroot.
Als derde was de Let Mārtiņš Rubenis geklasseerd, nog voor Hackl en de andere Duitsers die vlak achter Hackl stonden. Ook de Amerikaan Tony Benshoof had nog een kans op eremetaal. In de derde run verbeterde Demtschenko opnieuw het baanrecord en dit keer kon Zöggeler niet antwoorden, met als gevolg dat Demtchenko ietwat inliep. Hackl had twee mindere afsluitende runs en zakte naar de zevende positie, waarmee zijn kans op een zesde plak verkeken was.
David Möller werd op de vijfde plaats de beste Duitser. Demtschenko verbeterde in de vierde en laatste run eens te meer het baanrecord en zette Zöggeler nog wel onder druk. De Italiaan gleed echter in de tweede tijd van de run, 0.014 langzamer dan Demtschenko en prolongeerde zijn olympische titel. Het zilver was voor Demtchenko en het brons ging naar Letland.
| rang   | sporter(s)         | land | run 1  | run 2  | run 3  | run 4  | totaal   |
| ------ | ------------------ | ---- | ------ | ------ | ------ | ------ | -------- |
| Goud   | Armin Zöggeler     | ITA  | 51.718 | 51.414 | 51.430 | 51.526 | 3.26.088 |
| Zilver | Albert Demtschenko | RUS  | 51.747 | 51.543 | 51.396 | 51.512 | + 0.110  |
| Brons  | Mārtiņš Rubenis    | LAT  | 51.913 | 51.497 | 51.561 | 51.474 | + 0.357  |
| 4      | Tony Benshoof      | USA  | 51.907 | 51.458 | 51.674 | 51.559 | + 0.510  |
| 5      | David Möller       | GER  | 52.085 | 51.533 | 51.655 | 51.438 | + 0.623  |
| 6      | Jan Eichhorn       | GER  | 52.103 | 51.469 | 51.656 | 51.515 | + 0.655  |
| 7      | Georg Hackl        | GER  | 51.856 | 51.583 | 51.806 | 51.674 | + 0.831  |
| 8      | Reinhold Rainer    | ITA  | 51.926 | 51.696 | 51.647 | 51.733 | + 0.914  |
| 9      | Markus Kleinheinz  | AUT  | 52.140 | 51.767 | 51.841 | 51.839 | + 1499   |
| 10     | Wilfried Huber     | ITA  | 52.095 | 51.748 | 51.848 | 51.984 | + 1587   |
| 11     | Viktor Kneib       | RUS  | 52.050 | 52.150 | 51.981 | 51.884 | + 1977   |
| 12     | Rainer Margreiter  | AUT  | 52.200 | 51.880 | 52.234 | 51.800 | + 2026   |
| 13     | Daniel Pfister     | AUT  | 52.317 | 52.103 | 52.058 | 51.882 | + 2272   |
| 14     | Jeff Christie      | CAN  | 52.382 | 52.027 | 52.013 | 51.939 | + 2273   |
| 15     | Stefan Höhener     | SUI  | 52.459 | 51.989 | 52.142 | 52.212 | + 2696   |

## Vrouwen individueel
| Titelverdedigster | Sylke Otto | Duitsland |
| ----------------- | ---------- | --------- |

Het gehele seizoen en de seizoenen daarvoor was het een en al Duitsland dat de overwinningen wegkaapte. De volgorde waarin dat gebeurde verschilde nog wel regelmatig, met als gevolg dat het ook in Turijn nog altijd een spannende aangelegenheid kon zijn.
In de eerste run ontstond er een kleine verrassing en wat paniek bij de Duitsers toen worldcup-leidster Silke Kraushaar in de fout ging en op de vijfde plek terechtkwam. De wedstrijd kreeg te maken met crashes en ongelukken van zowel kanshebsters op een medaille als deelneemsters die daar niet voor in aanmerking zouden komen.
De Italiaanse Anastasia Oberstolz-Antonova crashte in de eerste run en kon zodoende haar aspiraties vergeten. Ook de Oekraïense Natalia Yakushenko was kanshebster op een medaille, maar kon de tweede run niet starten nadat ze een blessure had overgehouden aan haar eerste. De hardste crash kwam op naam van de Amerikaanse Samantha Retrosi die zodanig hard van haar slee afgleed en in aanraking kwam met de baan dat ze buiten bewustzijn raakte en afgevoerd werd naar het ziekenhuis. Daar werd een hersenschudding en licht geheugenverlies geconstateerd. Ze kon zich zelf de crash niet kon herinneren.
Kraushaar stelde orde op zaken in de volgende runs. De achterstand op Sylke Otto kon ze niet meer goedmaken, maar ze passeerde wel haar andere landgenote Tatjana Hüfner die genoegen moest nemen met het brons tijdens haar olympische debuut. Otto prolongeerde haar titel en Kraushaar werd de eerste vrouw in het rodelen die op drie achtereenvolgende Spelen in de medailles viel. De overheersing van de Duitse dames betekende de eerste sweep op de Olympische Winterspelen 2006.
| rang   | sporter(s)          | land | run 1  | run 2  | run 3  | run 4  | totaal   |
| ------ | ------------------- | ---- | ------ | ------ | ------ | ------ | -------- |
| Goud   | Sylke Otto          | GER  | 47.041 | 46.820 | 46.902 | 47.216 | 3.07.979 |
| Zilver | Silke Kraushaar     | GER  | 47.269 | 46.860 | 46.991 | 46.995 | + 0.136  |
| Brons  | Tatjana Hüfner      | GER  | 47.109 | 47.269 | 47.101 | 46.981 | + 0.481  |
| 4      | Courtney Zablocki   | USA  | 47.253 | 47.129 | 47.234 | 47.236 | + 0.873  |
| 5      | Veronika Halder     | AUT  | 47.426 | 47.137 | 47.246 | 47.278 | + 1108   |
| 6      | Liliya Ludan        | UKR  | 47.439 | 47.378 | 47.150 | 47.308 | + 1296   |
| 7      | Anna Orlova         | LAT  | 47.654 | 47.317 | 47.280 | 47.232 | + 1504   |
| 8      | Nina Reithmayer     | AUT  | 47.485 | 47.532 | 47.333 | 47.233 | + 1594   |
| 9      | Martina Kocher      | SUI  | 47.548 | 47.410 | 47.276 | 47.357 | + 1612   |
| 10     | Regan Lauscher      | CAN  | 47.584 | 47.418 | 47.320 | 47.321 | + 1664   |
| 11     | Sarah Podorieszach  | ITA  | 47.858 | 47.647 | 47.519 | 47.850 | + 2895   |
| 12     | Erin Hamlin         | USA  | 48.660 | 47.816 | 47.534 | 47.280 | + 3311   |
| 13     | Madoka Harada       | JPN  | 48.042 | 47.852 | 47.989 | 47.767 | + 3671   |
| 14     | Alexandra Rodionova | RUS  | 48.165 | 47.935 | 48.186 | 47.881 | + 4188   |
| 15     | Ewelina Staszulonek | POL  | 48.653 | 47.666 | 48.293 | 47.567 | + 2696   |

## Dubbel
| Titelverdedigers | Patric Leitner / Alexander Resch | Duitsland |
| ---------------- | -------------------------------- | --------- |

In het dubbelrodelen gingen na de eerste run de Oostenrijkse broers Linger aan de leiding voor hun landgenoten de broers Schiegl. Zij werden gevolgd door de Duitse combinatie Florschütz/Wustlich en de eveneens Duitse combinatie van de titelverdedigers Leitner/Resch. Het eerstvolgende koppel was de Italiaanse hoop Plankensteiner/Haselrieder.
Evenals de individuele rodelaars hadden ook de dubbelrodelaars te maken met een aantal flinke crashes. Onder hen waren de Amerikaanse medaillekandidaten Grimmette/Martin. Zij konden een medaille vergeten en kwamen ook niet meer over de finish. In tegenstelling tot de individuele rodelaars ging de wedstrijd bij de dubbelaars over twee in plaats van vier runs.
In omgekeerde volgorde van de eerste run gingen de rodelaars naar beneden voor de tweede run. De Italianen Oberstolz/Gruber waren in de eerste run niet verder gekomen dan de negende plaats. In de tweede run zetten ze echter een dermate scherpe tijd neer dat hun run de snelste van de tweede omloop bleek te zijn. Met deze tijd klommen ze op naar de vijfde plaats in het klassement.
Vervolgens was het de beurt aan hun landgenoten Plankensteiner/Haselrieder die op de vijfde plaats begonnen aan hun tweede run. Ook zij kwamen tot een scherpe tijd, waaraan de overige teams nog een flinke dobber zouden hebben. De eersten die er aan moesten geloven waren de titelverdedigers van Salt Lake City, de Duitsers Leitner/Resch. Hun tijd was ruim langzamer dan die van beide Italiaanse formaties, met als gevolg dat ze allebei aan de Duitsers voorbij gingen.
De volgende Duitsers, Florschütz/Wustlich maakten geen fout en konden hun positie verdedigen, waardoor zij de eersten waren die zeker waren van een medaille. De op de tweede plaats staande broers Schiegl zetten een zwakke tweede run neer met als gevolg dat ze uit de top van het klassement wegvielen en zelfs Plankensteiner/Haselrieder voor moesten laten gaan. In de laatste rodelrun van Turijn 2006 consolideerden de broers Linger hun leidende positie en wonnen ze de gouden medaille.
| rang   | sporter(s)                                  | land | run 1  | run 2  | totaal   |
| ------ | ------------------------------------------- | ---- | ------ | ------ | -------- |
| Goud   | Andreas Linger / Wolfgang Linger            | AUT  | 47.028 | 47.469 | 1.34.497 |
| Zilver | André Florschütz / Torsten Wustlich         | GER  | 47.141 | 47.666 | + 0.310  |
| Brons  | Gerhard Plankensteiner / Oswald Haselrieder | ITA  | 47.236 | 47.694 | + 0.433  |
| 4      | Tobias Schiegl / Markus Schiegl             | AUT  | 47.108 | 47.843 | + 0.454  |
| 5      | Christian Oberstolz / Patrick Gruber        | ITA  | 47.620 | 47.336 | + 0.459  |
| 6      | Patric Leitner / Alexander Resch            | GER  | 47.198 | 47.762 | + 0.463  |
| 7      | Andris Sics / Juris Sics                    | LAT  | 47.353 | 47.761 | + 0.617  |
| 8      | Preston Griffal / Dan Joye                  | USA  | 47.722 | 47.688 | + 0.913  |
| 9      | Chris Moffat / Mike Moffat                  | CAN  | 47.715 | 47.826 | + 1044   |
| 10     | Grant Albrecht / Eric Pothier               | CAN  | 47.478 | 48.083 | + 1064   |
| 11     | Mihail Kuzmitch / Jury Veselov              | RUS  | 47.556 | 48.094 | + 1153   |
| 12     | Goro Hayashibe / Masaki Toshiro             | JPN  | 48.067 | 47.793 | + 1363   |
| 13     | Lubomir Mick / Walter Marx                  | SVK  | 48.412 | 47.857 | + 1772   |
| 14     | Andriy Kis / Yuriy Hayduk                   | UKR  | 48.850 | 48.327 | + 2680   |
| 15     | Eugen Radu / Marian Lazarescu               | ROU  | 49.526 | 48.357 | + 3386   |

## Medaillespiegels

### Landen
| rang | land       | goud | zilver | brons | totaal |
| ---- | ---------- | ---- | ------ | ----- | ------ |
| 1    | Duitsland  | 1    | 2      | 1     | 4      |
| 2    | Italië     | 1    | 0      | 1     | 2      |
| 3    | Oostenrijk | 1    | 0      | 0     | 1      |
| 4    | Rusland    | 0    | 1      | 0     | 1      |
| 5    | Letland    | 0    | 0      | 1     | 1      |

### Atleten
| rang | atleet                 | land | goud | zilver | brons | totaal |
| ---- | ---------------------- | ---- | ---- | ------ | ----- | ------ |
| 1    | Andreas Linger         | AUT  | 1    | 0      | 0     | 1      |
|      | Wolfgang Linger        | AUT  | 1    | 0      | 0     | 1      |
|      | Sylke Otto             | GER  | 1    | 0      | 0     | 1      |
|      | Armin Zöggeler         | ITA  | 1    | 0      | 0     | 1      |
| 5    | Albert Demtschenko     | RUS  | 0    | 1      | 0     | 1      |
|      | André Florschütz       | GER  | 0    | 1      | 0     | 1      |
|      | Silke Kraushaar        | GER  | 0    | 1      | 0     | 1      |
|      | Torsten Wustlich       | GER  | 0    | 1      | 0     | 1      |
| 9    | Oswald Haselrieder     | ITA  | 0    | 0      | 1     | 1      |
|      | Tajana Hüfner          | GER  | 0    | 0      | 1     | 1      |
|      | Gerhard Plankensteiner | ITA  | 0    | 0      | 1     | 1      |
|      | Mārtiņš Rubenis        | LAT  | 0    | 0      | 1     | 1      |

Innsbruck 1964 · 
Grenoble 1968 · 
Sapporo 1972 · 
Innsbruck 1976 · 
Lake Placid 1980 · 
Sarajevo 1984 · 
Calgary 1988 · 
Albertville 1992 · 
Lillehammer 1994 · 
Nagano 1998 · 
Salt Lake City 2002 · 
Turijn 2006 · 
Vancouver 2010 · 
Sotsji 2014 · 
Pyeongchang 2018 · 
Peking 2022 
Lijst van olympische medaillewinnaars
Alpineskiën · Biatlon · Bobsleeën · Curling · Freestyleskiën · Kunstrijden · Langlaufen · Noordse combinatie · Rodelen · Schaatsen · Schansspringen · Shorttrack · Skeleton · Snowboarden · IJshockey